# Krzysztof Strzemeski
Krzysztof Strzemeski (Strzemecki) herbu Lubicz (zm. 29 września 1671) – podsędek halicki w latach 1658-1671.
Jego ojcem zdaniem Stanisława Józefa Duńczewskiego był Mikołaj Strzemeski, który zginął "w kwitnącym wieku" od ręki tatarskiej i został pochowany u Dominikanów w Jazłowcu, lub, zdaniem Kaspra Niesieckiego, Jędrzej Stanisław Strzemeski. Matką była Katarzyna Borysławska lub Boryszowska, która została zabrana do Krymu podczas najazdu tatarskiego. Krzysztof dostał się do Krymu, jednak przywiózł tylko ciało zmarłej matki, jakie wykupił od Tatarów. 
Poseł sejmiku halickiego na sejm 1653 roku.
Był właścicielem m.in. wsi Snowidów, Woziłów, zostawionych mu przez ojca. Po sobie zostawił prawem dziedzicznym miasteczko Podwysokie oraz wsi Kurzany, Rudniki, Ćwitowa z przyległościami, w summach Oleszyce i Dachnów. Zbudował szpitale w Podwysokiem oraz przy kościele farnym w Buczaczu Przeżył blisko 90 lat, zmarł w dzień Archanioła Michała - 29 września 1671. Został pochowany w grobie przy ołtarzu wielkim w farze w Brzeżanach. Jego żonami byli Katarzyna Kurdwanowska, Elżbieta Rożniatowska herbu Sas. Jeden z jego synów, Jan Stanisław, został właścicielem m.in. Delatyna.